# Leyenda áurea

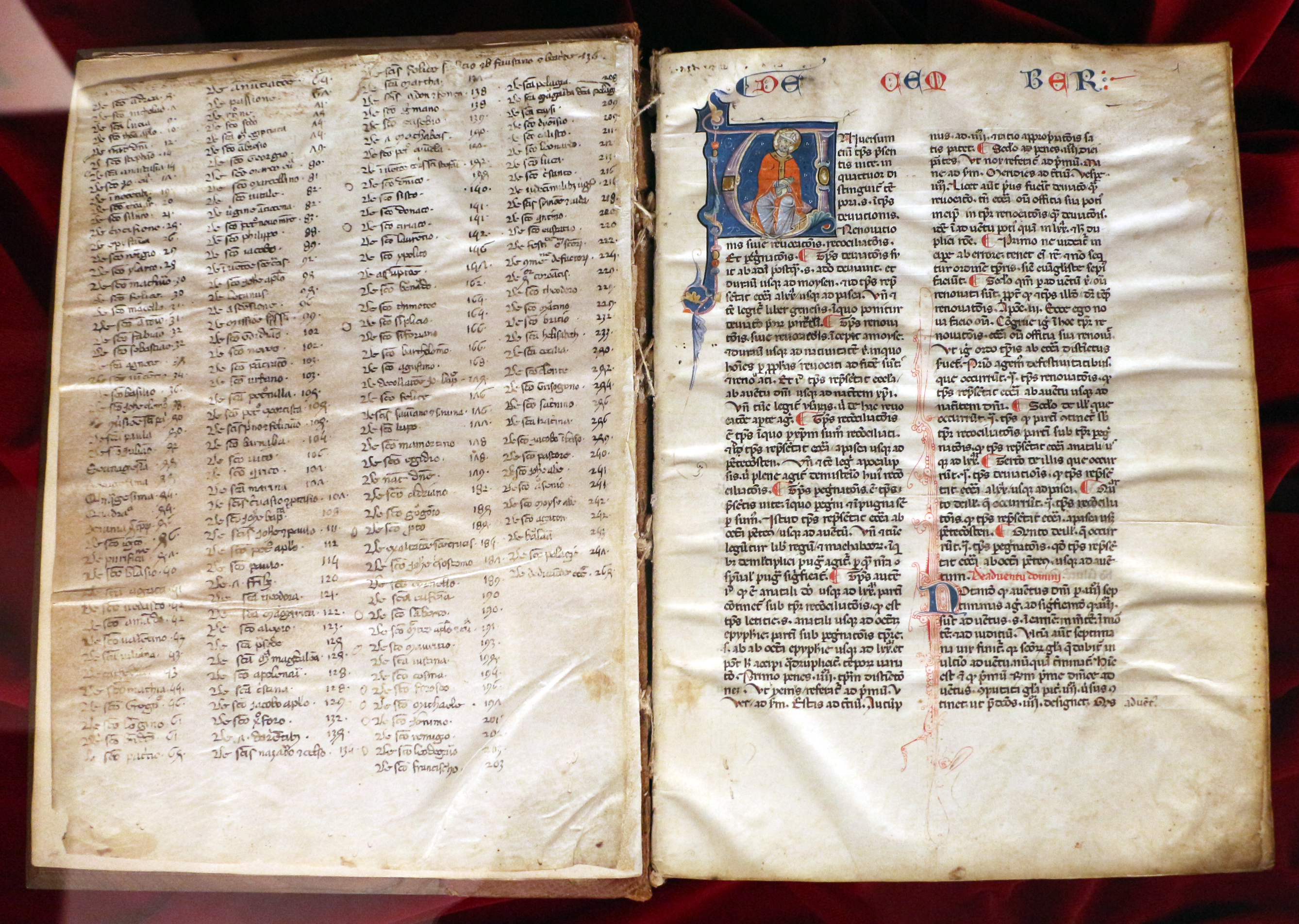
Legenda aurea, circa 1290, Biblioteca Medicea Laurenziana, Florencia.

La Leyenda áurea o Leyenda dorada (en latín, Legenda aurea), es una compilación de relatos hagiográficos reunida por el dominico Santiago de la Vorágine, arzobispo de Génova, a mediados del siglo xiii. Titulada inicialmente Legenda sanctorum (Lecturas sobre los santos), fue uno de los libros más copiados durante la Baja Edad Media y aún hoy existen más de un millar de ejemplares manuscritos. Con la invención de la imprenta, dos siglos más tarde, su reputación se había consolidado y antes del fin del siglo xv aparecieron numerosas ediciones impresas.
El texto original, redactado en latín, recoge lecturas sobre la vida de unos 180 santos y mártires cristianos a partir de obras antiguas y de gran prestigio: los propios Evangelios, los apócrifos y escritos de Jerónimo de Estridón, de Casiano, de Agustín de Hipona, de Gregorio de Tours y de Vicente de Beauvais, entre otros. Junto con ellas, presenta una explicación basada en los evangelios de las fiestas del calendario litúrgico, así como una breve historia de la cristiandad en Lombardía, que le valió el subtítulo de Lombardica historia.

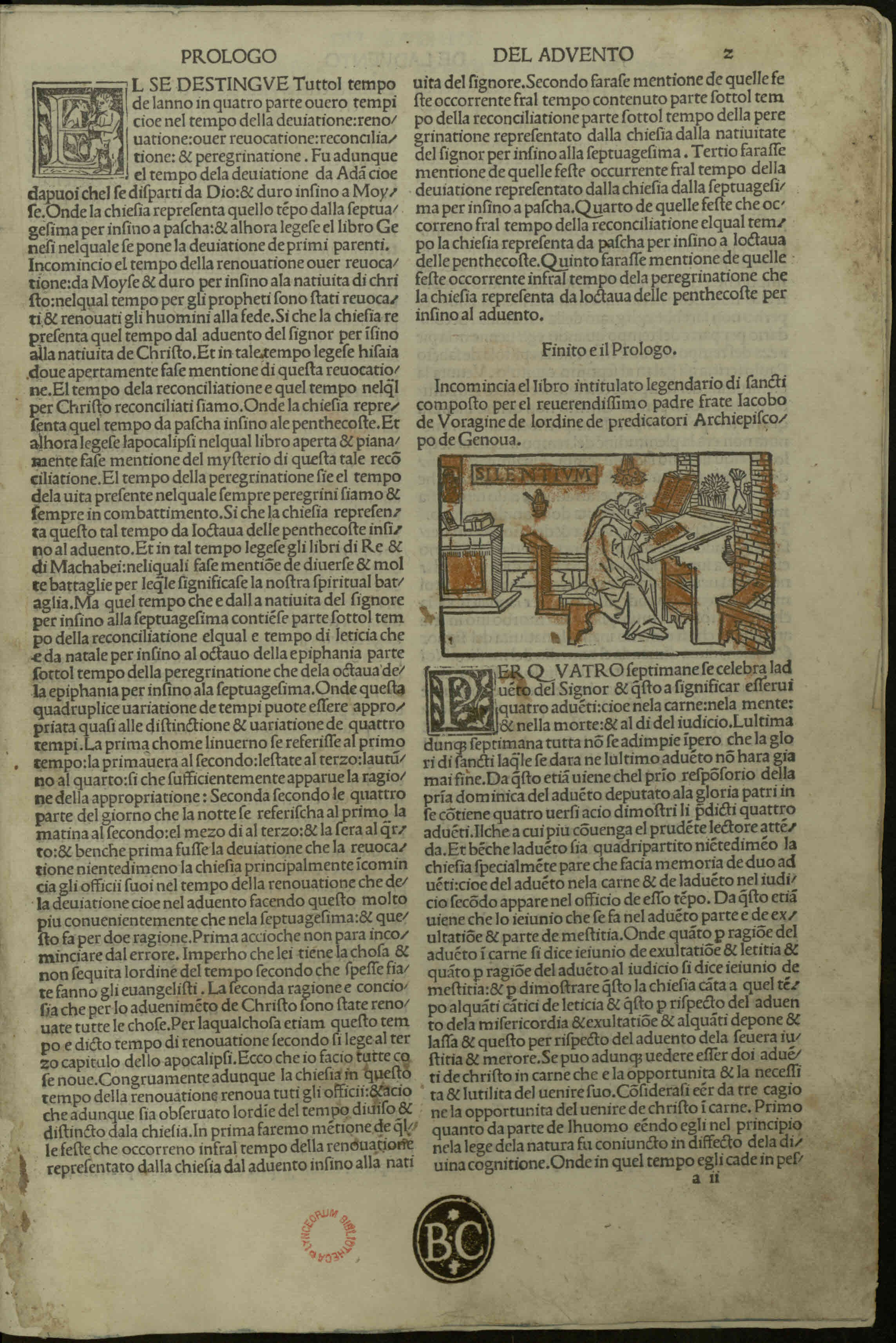
Legenda aurea, 1499.

La intensidad de los relatos, preocupados menos por la fidelidad histórica y filológica —ofreciendo, por ejemplo, etimologías fantásticas similares a las de Isidoro de Sevilla— que por la intención doctrinaria y ejemplificadora, fue una de las principales razones del éxito de la Legenda. Buena parte de las escenas de martirio que llegarían a poblar el repertorio iconográfico de Occidente alcanzaron difusión de este modo, como las conocidas escenas del desollamiento del apóstol Bartolomé, los saetazos de Sebastián Mártir o el combate de San Jorge y el dragón. Del mismo modo que la progresiva elaboración de las biblias pictóricas en las catedrales, la Legenda fue elaborada como una herramienta para la difusión de la fe por medio de imágenes vívidas, más cercanas a la experiencia del vulgo que las dificultosas parábolas bíblicas.
El éxito de la Legenda condujo también a numerosas adiciones en las copias manuscritas. Así, se han conservado ejemplares del siglo xv en que las 180 historias que constan en el manuscrito más antiguo conservado (un ejemplar de 1282, parte del fondo de la Biblioteca Estatal de Baviera) se habían duplicado. Otras leyendas, consideradas inverosímiles por el copista, se fueron suprimiendo progresivamente.